# Dorymyrmex alboniger
Dorymyrmex alboniger — вид мурах підродини Dolichoderinae.

## Поширення
Вид є ендеміком Чилі.